# Banias

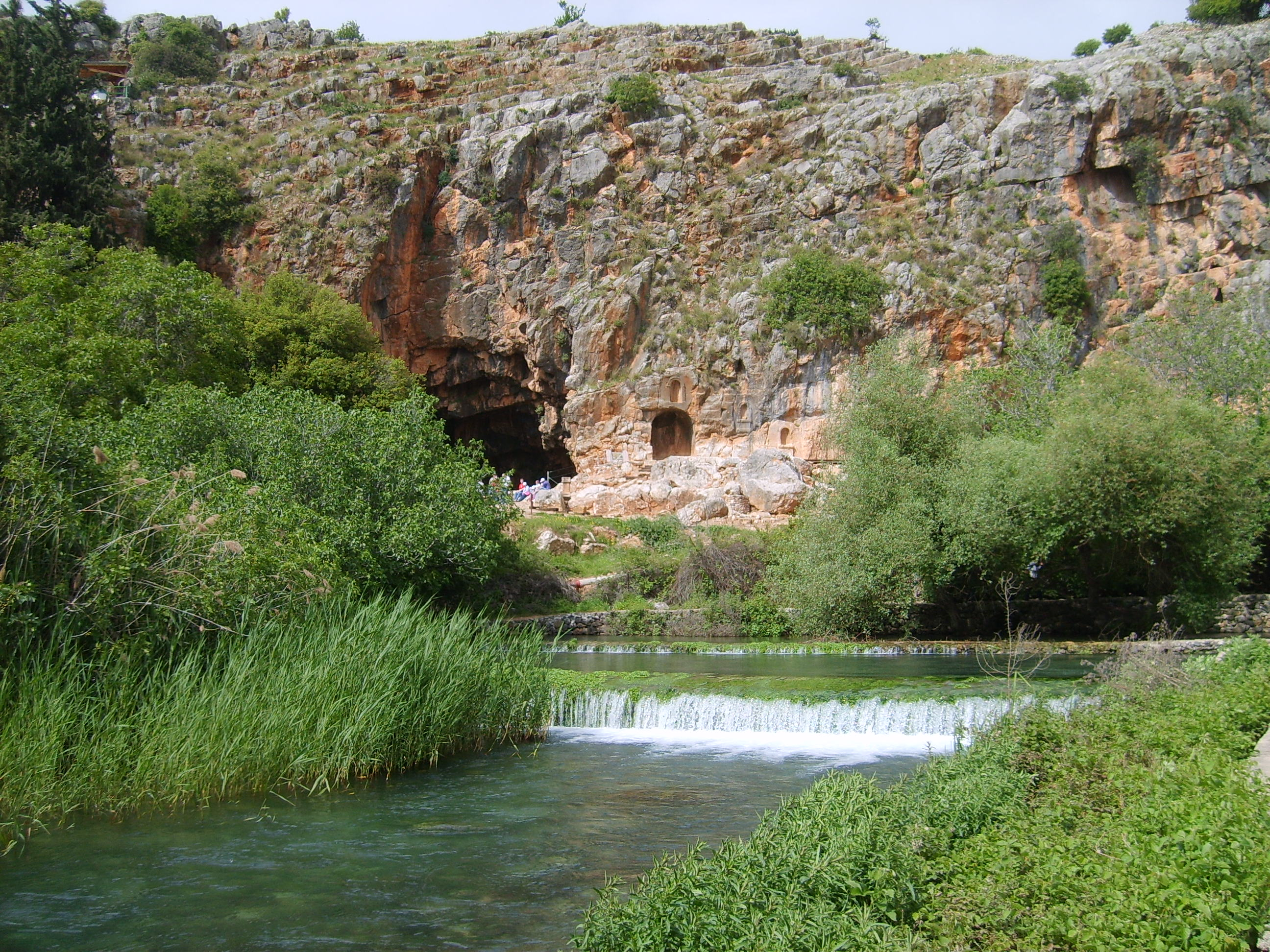
Källan Banias, med Pans grotta i bakgrunden t.v.

Banias eller Paneas (grekiska Πανείας, arabiska بانياس الحولة, hebreiska בניאס) är en källa och en arkeologisk plats vid den forna, numera obebodda staden Caesarea Filippi, vid foten av Hermonberget (Ba'al-Hermon, arabiska جبل الشيخ, Jabal esh-Shaiykh, hebreiska הר חרמון, Har Hermon) i Golanhöjderna, som ockuperas av Israel och enligt internationella konventioner tillhör Syrien. Platsen ligger 15 mil norr om Jerusalem och 6 mil sydväst om Damaskus. Staden låg i ett område som kallades "Panion" (den grekiska guden Pans område), och har fått sitt namn av gudomen, som förknippas med den grotta och de helgedomar som ligger i närheten av källan Paneas.